# Course des porteurs de journaux
La course des porteurs de journaux est une course cycliste, disputée à Paris. Les porteurs de journaux sont surnommés les « roule-toujours ». Il existe aussi une course pédestre des « crieurs de journaux ».
En 1895, pour l’élection de Félix Faure, une course est organisée entre les porteurs sur le parcours Versailles-Paris. Emile Karm arrive premier à son journal, mais s’effondre à l’arrivée. À cette époque, le groupement des cyclo-porteurs s’appelle le « groupe des estafettes de la presse ». Un championnat régulier est décidé, il est couru sur 50 kilomètres autour du lac Daumesnil. En 1895, Charles Hommey gagne devant Feytau et Mangin. En 1896, nouvelle victoire de Hommey devant Feytau et Karm. En 1897, l’épreuve prend le nom de « Brassard des Estafettes »; Paul Bourotte gagne devant Hommey, Mangin et Karm. En 1900, le Championnat est de nouveau gagné par Bourotte devant Palmièri, sur 50 kilomètres, autour de Longchamp.
Elle est ensuite organisée, annuellement, par le journal « La Presse », sous le patronage de « L'Auto », la course est organisée sous forme de championnats avec plusieurs catégories : vitesse, travail, vétérans (travail) et vétérans (vitesse). La course, appelée parfois « Championnat de la Presse », connut, dès son début, un grand succès. La foule est importante sur le parcours de l'épreuve.
Le championnat des triporteurs, épreuve annuelle qui se court sur le tour de Paris, est également organisé par « l'Auto ».
En 1921, La course des porteurs de journaux est organisée par la « Coopérative des porteurs de journaux ». En 1922, le « Grand Prix des porteurs de journaux » est organisé, à Saint-Cloud par « La Liberté ».
Elle devient un critérium en 1926, organisé par « l'Echo des Sports », « L'Intransigeant » et « La Pédale », avec quatre catégories : Hommes, Dames, Vétérans et Invalides (mutilés), un classement par équipe, le challenge « Le Petit Parisien ».
Le départ est donné rue Réaumur, Le parcours est de 27 kilomètres environ passant porte Maillot, place d'Italie, place de la Nation puis le rond-point de la Villette, la place Blanche. Les coureurs grimpent la butte en passant par la rue Lepic et la rue Norvins, l'arrivée est jugée place du tertre.
Les concurrents courent avec leur machine de travail lestée d'un paquet de journaux de 15 kg, en tenue de ville. En dehors du point fixe du départ, des contrôles obligatoires et du point fixe de l'arrivée, les cyclo-porteurs peuvent emprunter l'itinéraire qu'ils jugent, ou le plus court ou le plus rapide. Le Critérium cycliste des porteurs de journaux est, par définition, une épreuve de débrouillardise professionnelle et l'itinéraire n'est pas rigoureusement fixé. Cependant, des contrôles fixes sont établis, où chaque concurrent a une opération à accomplir. L’expérience a démontré qu’il n’y avait guère de raccourcis intéressants et que l’itinéraire type était rendu obligatoire par la simple sagesse.
Elle est certainement la seule épreuve qui mette les concurrents dans l’obligation de ne se servir que des bicyclettes dont ils se servent tous les jours. Il est en effet difficile d’améliorer un vélo qui doit porter des pare-boue en acier, un guidon droit ou relevé, des pneus de 35 de section et non des boyaux, et un porte-bagages qui recevra, avant le départ, le petit paquet de 15 kilos de journaux qui fait du cycliste un porteur.
Chaque rédaction de la presse écrite montait son équipe, France-Soir, Match, l'Intran, Miroir des sports, ... en mêlant leurs coursiers à quelques anciens champions professionnels de la route. Certaines protestations se sont élevées contre la participation de porteurs cyclistes licenciés de l'U.V.F. Le règlement stipule « est qualifié tout porteur exerçant régulièrement la profession de porteur depuis au moins 6 mois ». Tout concurrent, doit faire la preuve qu’il a réellement travaillé dans l’année dix mois au minimum.
De nombreuses primes sont venues accroître l’intérêt des cyclo-porteurs pour cette course. La Commune libre du Vieux Montmartre offre une coupe d’argent à la première porteuse ayant escaladé la Butte.
À partir de 1930, La société sportive des Messageries Hachette, « La Hache », organise, son propre critérium annuel des porteurs de journaux, le « critérium des Messageries Hachette » des porteurs de journaux, sur une distance de 35 kilomètres avec une charge de 15 kilos de journaux,.
Le principe de cette course s'exporte. En 1920, Fredy Budzinski, journaliste sportif allemand, organise pour la première fois le Championnat des porteurs de journaux, à Berlin, qui se poursuit avec des interruptions jusqu'aux années 1950. En 1928, une course des porteurs de journaux est organisée à Bruxelles, remportée, en 1935, par l'équipe française de Paris-Soir avec Prestat (1er), Lacroix (3e), Speurt (12e) et Laroulandie (16e), à Genève en 1935 et 1936 et en Allemagne en 1936.
En 1937 est créé le « critérium des cyclo-porteurs », organisé par les « critérium des Messageries Hachette », partant place de la Nation et faisant le tour de la capitale, parfois appelé le « Tour de Paris ».
En 1938, « L'Humanité » reprend l'organisation de l’épreuve, chaque concurrent est patronné par une vedette de la scène ou du sport qui suit la course en voiture.
En 1940, le championnat des transports utilitaires, transport avec une remorque avec 30 kg ou 40 kg de charge, organisé par « Aujourd'hui » en 1940 et « Paris-Soir » en 1941, complétée par une course pour les cyclo-taxi organisée aussi par « Paris-Soir ».
En 1941, « Paris-Soir » organise la course des porteurs de journaux sur 35 kilomètres.
En 1942, le départ est donné face à « Paris-soir », Rue Montmartre, carrefour Châteaudun, rue de Clichy, place Clichy, boulevard de Clichy, boulevard de la Chapelle, boulevard de la Villette, Ménilmontant, avenue Gambetta, porte des Lilas, porte de Pantin, porte de la Chapelle, porte de Salnt-Ouen, porte de Clichy, porte Maillot, porte de La Muette, avenue Henri-Martin, quai de la Conférence, avenue Alexandre-III, arrivée devant le Grand Palais.
La course est organisée après guerre par le Club Sportif des Messageries de la Presse.

## Quelques porteurs de journaux
Albert Flahaut, vainqueur en 1926 participe au Tour de France 1926
René Bernard, second en 1927 et 1930, participe au Tour de France 1931, comme touriste-routier.
André Soulimant, vainqueur en 1932 et 1934 , participe à Paris-Nice 1935 et aux Championnats de France sur route 1936.
Jean Chimberg dit « Toto »,, vainqueur en 1936, participe aux Championnats de France sur route 1936 et au Championnat de France de demi-fond en 1939 et 1946. Il deviendra, journaliste à « Sport Digest » en 1949.
Jarousse gagne l'américaine, franco-italienne, avec Guy Ovenberghe, au cours des championnats d'hiver en 1937, au Vel' d'Hiv.
Jarousse et Lucien Legrand deviennent « pacemaker » (entraîneur) des stayers.
Léon Level et Lucien Weiss ont été porteurs de journaux; Leducq au « Petit Journal ».
Avant-guerre, la majorité des entraîneurs, sur derny, dans la course Bordeaux-Paris est composée de porteurs de journaux : Jamin, Legrand, Speurt, Gallotini, Dumont, Lebreton et Jarousse.

## Palmarès

### Championnat des porteurs de journaux
| Année | Vainqueur                                              | Deuxième                                                         | Troisième                                                                       |
| 1895  | Charles Hommey                                         | Feytau                                                           | Mangin                                                                          |
| 1896  | Charles Hommey                                         | Feytau                                                           | Karm                                                                            |
| 1897  | Paul Bourotte                                          | Charles Hommey                                                   | Mangin                                                                          |
| 1900  | Paul Bourotte                                          | Palmièri                                                         |                                                                                 |
| 1909  | Moins (Gazette de France)                              | Libeaud (La Presse)                                              | Weil (Paris-Sport)                                                              |
| 1910  | Zimmer (Daily Mail)                                    | Ducrot (Liberté)                                                 |                                                                                 |
| 1912  | Maupas (La Presse) Vétéran : Thierry (L'intransigeant) | Maurice Brocco (Agence Fournier) Vétéran : Dessinger (La Presse) | Chevalier (L'intransigeant) Vétéran : Lucien Chevalier (New York Heral Tribune) |
| 1921  | Léon Fay                                               | Hippolyte Fay                                                    | Martin                                                                          |
| 1922  |                                                        |                                                                  |                                                                                 |

### Critérium des porteurs de journaux

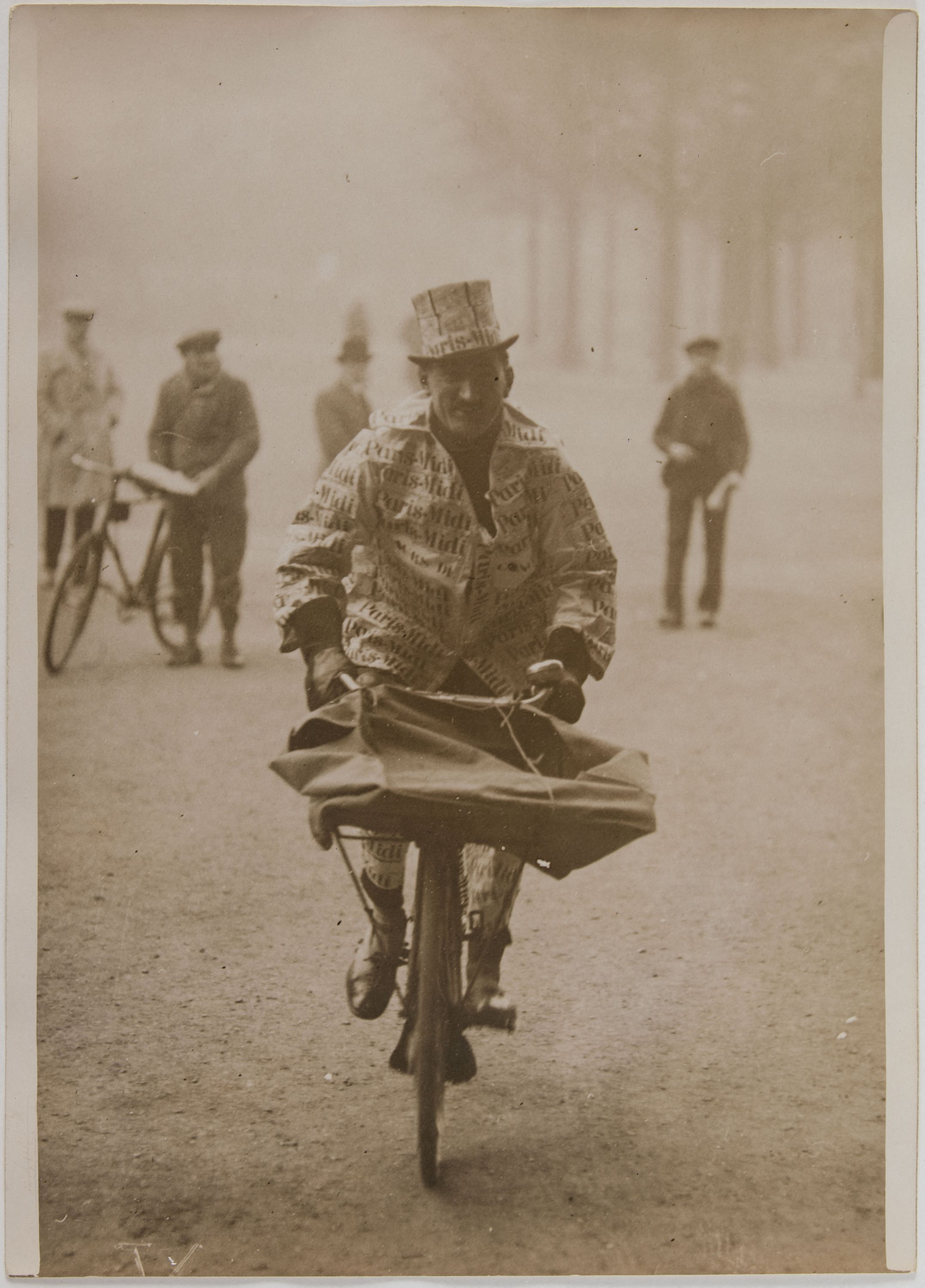
un concurrent dans un costume en journaux, 20 janvier 1929

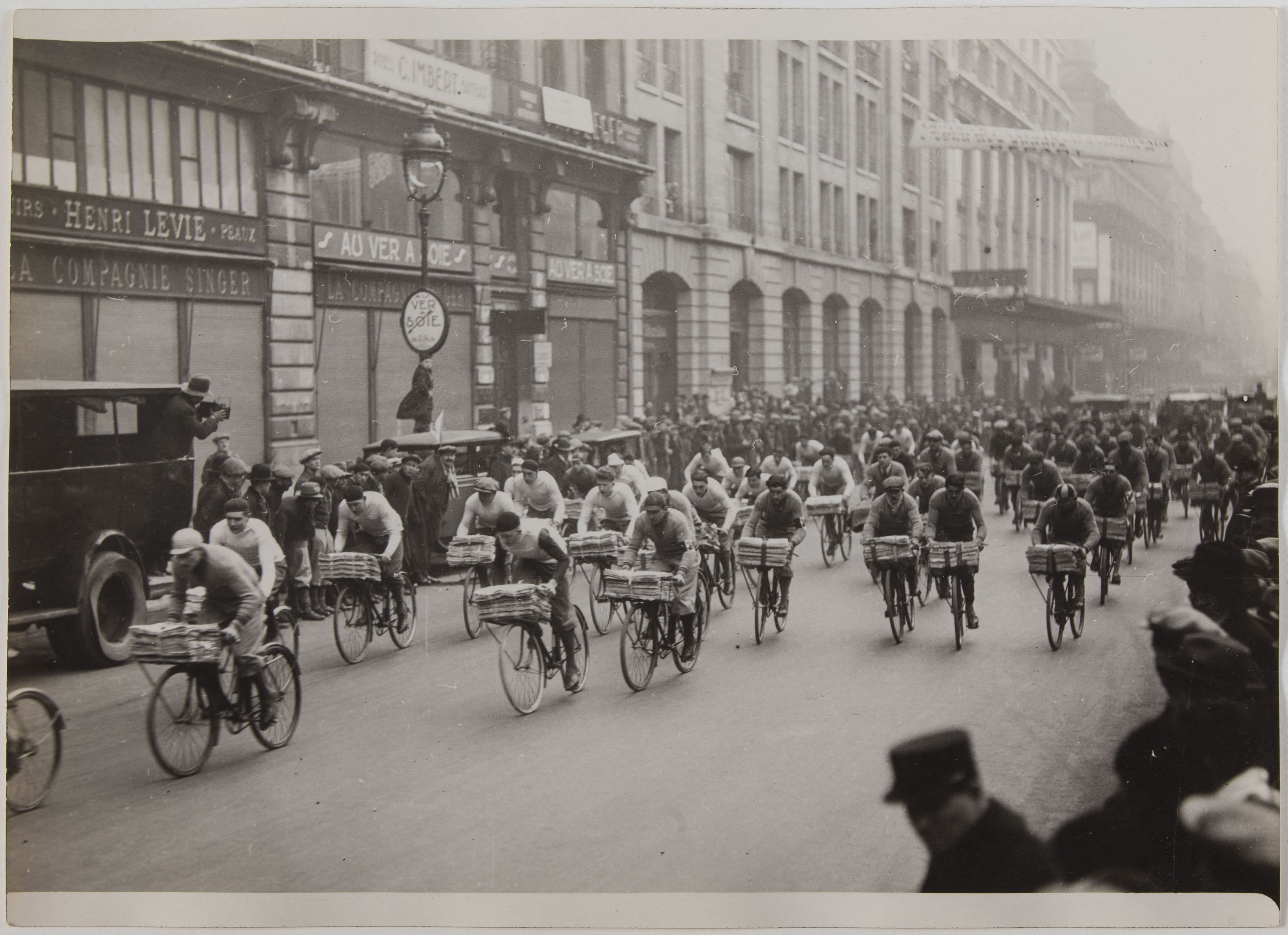
départ du critérium, 8 février 1931

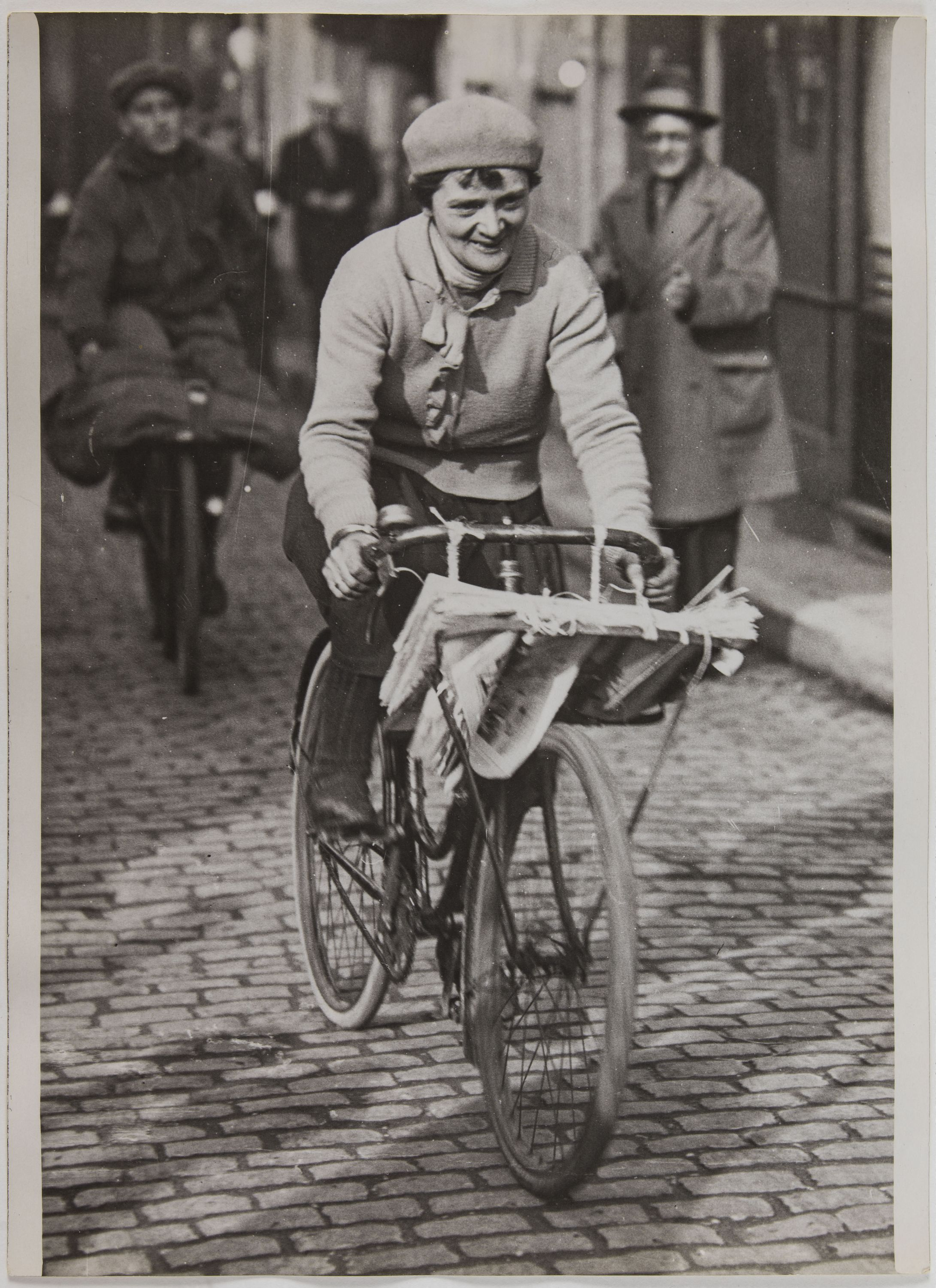
Louise Conrad, 8 février 1931

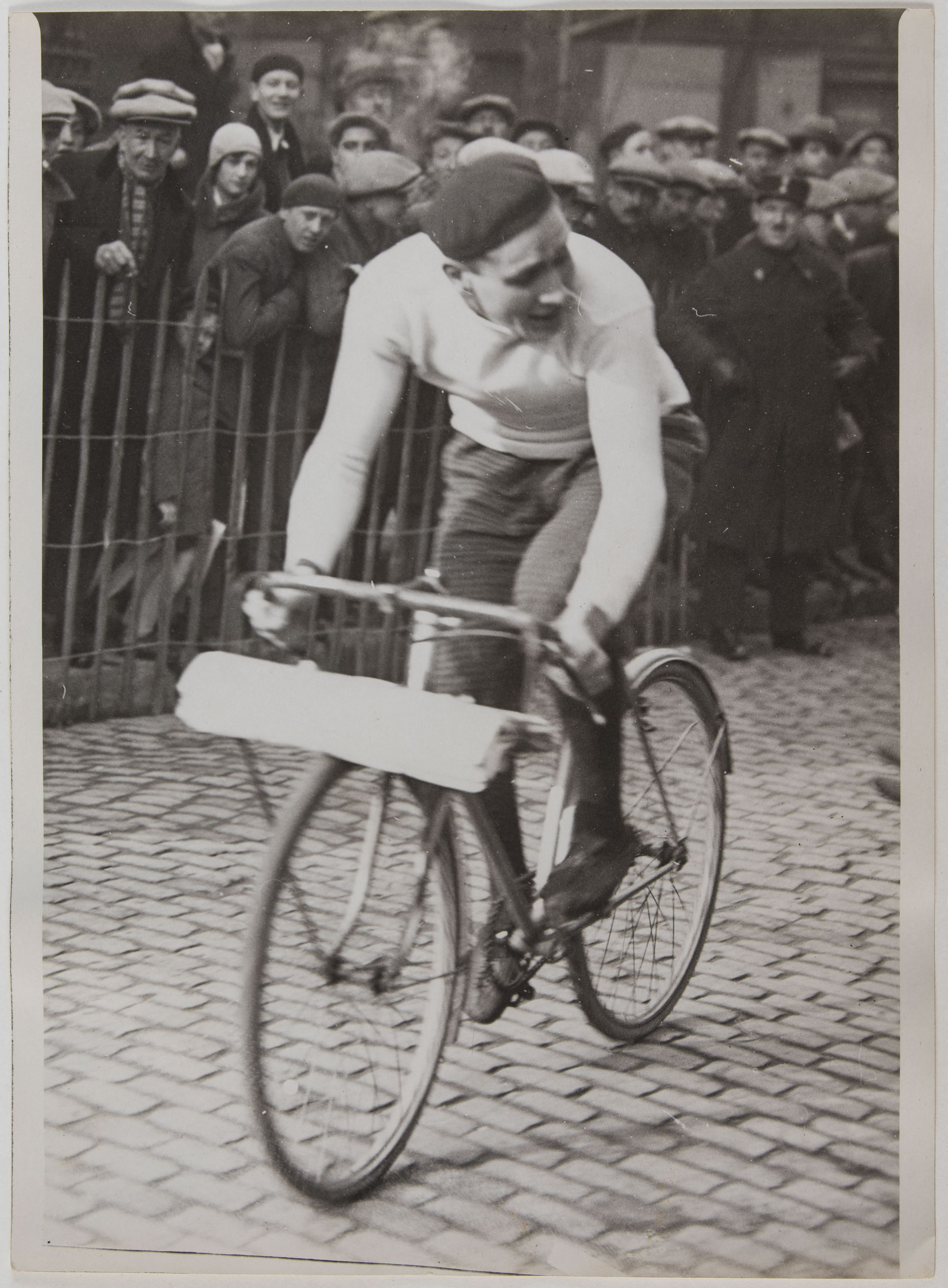
Etienne Tissot, 8 février 1931

| Année | Vainqueur                                                                                          | Deuxième                                                   | Troisième                                            | Challenge par équipe    |
| 1926, | Albert Flahaut (Paris-Sport) Georges Lorgeou (vétéran) Suzanne Trébis (Paris-Sport)                | Frédéric Gilman (Paris-Sport) Louise Conrad (Liberté)      | Jules Lenoir (Paris-Sport) Marcelle Caroff (Liberté) |                         |
| 1927, | Albert Birot (Paris-Sport) Georges Lorgeou (vétéran) Suzanne Trébis (Le Capital)                   | René Bernard (Le Soir)                                     | Vizet (Paris-Sport)                                  | « Paris-Sport »         |
| 1928, | Jules Lenoir (Paris-sport) Georges Lorgeou (vétéran) (Le Petit Parisien) Louise Conrad (La Presse) | Henri Garaudet (L'intransigeant) Suzanne Trébis (La Croix) | Lucien Lebreton (La Presse)                          | « La Presse »           |
| 1929, | Gilman (La Presse)                                                                                 | Monier (L'Intransigeant)                                   | Albert Jouan (Paris-Midi)                            |                         |
| 1930, | Robert Dutot (Paris-Sport) Georges Lorgeou (vétéran) Georgette Athanase                            | René Bernard (Paris-Sport)                                 | Monnier (L'Intransigeant)                            | « Paris-Sport »         |
| 1931  | Étienne Tissot (Paris-Sport) Louise Conrad                                                         | Jules Lenoir (Paris-Sport)                                 | Robert Dutot (Paris-Sport)                           | « Paris-Sport »         |
| 1932, | André Soulimant (L'intran)                                                                         | Robert Dutot (Paris-Sport)                                 | Roger Jamin (Paris-Sport)                            | « Paris-Sport »         |
| 1933, | Roger Jamin (Paris-Sport)                                                                          | René Tessieur (Paris-Sport)                                | Robert Dutot (Paris-Sport)                           |                         |
| 1934, | Roger Jamin (Paris-Sport)                                                                          | Auchère                                                    | Dutot                                                |                         |
| 1935, | Roger Jamin (Paris-Sport)                                                                          | Speurt (Paris-Soir)                                        | Lapalle                                              | « Hachette-Paris-Soir » |
| 1936, | Jean Chimberg                                                                                      | André Soulimant (L'intran)                                 | Lucien Legrand (Hachette)                            | « Hachette-Paris-Soir » |
| 1937  | Lucien Legrand (Hachette)                                                                          | Jarousse                                                   |                                                      |                         |
| 1938  | Peyrrachia                                                                                         | Hinet                                                      | Laval                                                |                         |
| 1941  | Fernand Ribeyre (Paris-Sport)                                                                      | Robert Prestat(Paris-Soir)                                 | Druot (Paris-Soir)                                   |                         |
| 1942  | Roger Macé                                                                                         | Fernand Ribeyre (Paris-Sport)                              |                                                      |                         |
| 1943  | |                                                            |                                                      |                         |
| 1944, | Paul Laroulandie (Paris-Soir)                                                                      | Smout                                                      | Baroux                                               |                         |
| 1946  | Fernand Ribeyre (Paris-Sport)                                                                      |                                                            |                                                      |                         |
| 1947  | Guy Solente (l'Intran)                                                                             |                                                            |                                                      |                         |
| 1948  | Jean Friedrich Andrée Régnier                                                                      |                                                            |                                                      | « Ce Soir »             |
| 1949  | Lucien Cathelin (Ce Soir) Andrée Régnier                                                           | Jean Pieters (France-Soir)                                 | Chapuis (Ce Soir)                                    | « Ce Soir »             |
| 1950, | Jean Pieters (France-Soir) Andrée Régnier                                                          | Guy Solente (Information)                                  | Robert Prestat (Paris-Presse)                        | « Information »         |
| 1951  | Roger Dupont                                                                                       |                                                            |                                                      |                         |
| 1952  | Jean Friedrich                                                                                     |                                                            |                                                      |                         |
| 1953  | Pierre Vittupier (France-Soir)                                                                     |                                                            |                                                      |                         |
| 1954  | Jean Friedrich                                                                                     |                                                            |                                                      |                         |
| 1955  | Louis Saroca                                                                                       |                                                            |                                                      |                         |
| 1956  | Bernard Carré                                                                                      |                                                            |                                                      |                         |
| 1958  | Malcuit                                                                                            |                                                            |                                                      |                         |

### Critérium des Messageries Hachette
| Année | Vainqueur           | Deuxième               | Troisième                   |
| 1930  |                     |                        |                             |
| 1931  |                     |                        |                             |
| 1932  | Marcel Cognasson    | Robert Petit           | De Doy                      |
| 1933  | Hébert              |                        |                             |
| 1935  | Jarousse (Hachette) | Laroulandie (Hachette) | Prestat (Hachette)          |
| 1936  | Jarousse            | Lucien Legrand         |                             |
| 1937  | Lucien Legrand      | Jarousse               | Jean Chimberg (Paris-Sport) |

### Championnat des triporteurs

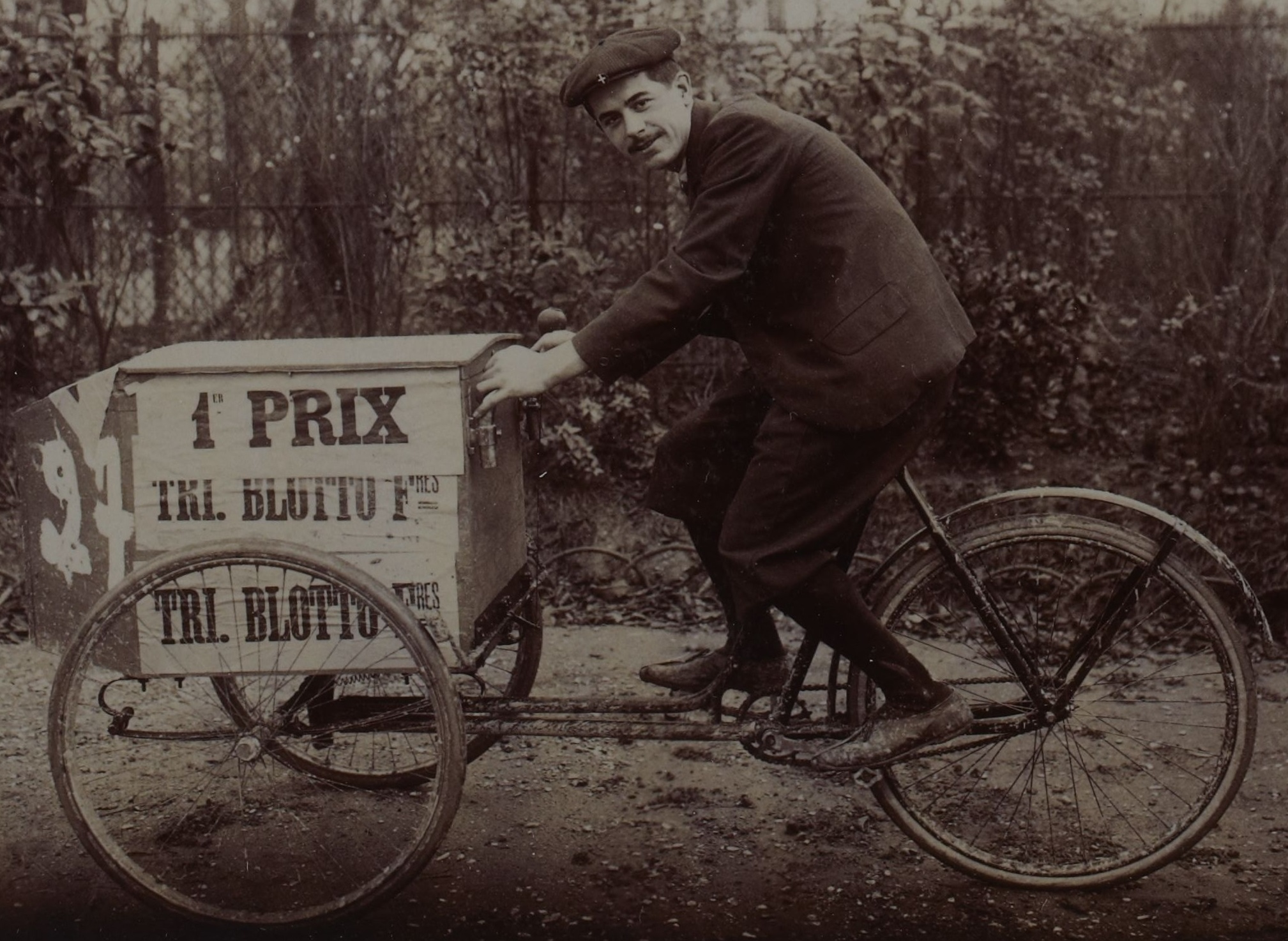
La Course de Tri-Porteurs de Paris en 1900 (victoire de Georges Lorgeou)

Le triporteur doit être du modèle courant, montés sur roues de 65/45 ou 70/45, munis d'une caisse de livraison mesurant au minimum 70x50x80 et de pointes, s'il y a lieu, en sus. Le tri doit peser 65 kilos au minimum.
En 1930, le départ est donné devant le Café du Petit Duc, quai de Grenelle.
| Année | Vainqueur                         | Deuxième             | Troisième               |
| 1900  | Georges Lorgeou                   |                      |                         |
| 1926  | Marcel Cognasson                  |                      |                         |
| 1927  | Marcel Cognasson                  |                      |                         |
| 1928  | Marcel Cognasson (VC Billancourt) | Eugène Oltz (VC 20e) | André Bourdin (VC 14 e) |
| 1929  | Brissard                          | André Bourdin        |                         |
| 1930  | Marcel Cognasson                  |                      |                         |
| 1931  | Marcel Cognasson                  |                      |                         |
| 1932  |                                   | Marcel Cognasson     |                         |
| 1933  | Robert Petit                      | Marcel Cognasson     | Dedooy                  |
| 1934, | André Soulimant                   | Marcel Cognasson     | Gillio                  |
| 1936  | Jarousse                          | Marcel Cognasson     |                         |
| 1937  | Lucien Legrand                    | Jarousse             | Gérard                  |
| 1938  | Crevan                            | Delnef               | Lepreux                 |
| 1941  | Lucien Legrand                    | Bodiguel             | Gillio                  |
| 1943  | Altazin                           | Pouessel             |                         |

### Championnat des transports utilitaires (remorqueurs)
| Année | Vainqueur                                                                        | Deuxième                                           | Troisième                                      |
| 1940  | Jean Maréchal (licencié) Raymond Talle (non licencié) Mr et Mme Tixidre (Tandem) | Lionel Talle (licencié) Balestra Mr et Mme Leveque | Jaminet (licencié) Raison Mr et Mme Lemoine    |
| 1941  | Robert Tanneveau (licencié) Hacquet (non licencié)                               | Thiétard (licencié) David (non licencié)           | Hacquet (au géneral) Viellefond (non licencié) |
| 1943  | Pierre Kariger                                                                   | Deforge                                            | Léon Level                                     |